# کلیماکس (کارولینای شمالی)
کلیماکس (به انگلیسی: Climax) یک منطقهٔ مسکونی در ایالات متحده آمریکا است که در شهرستان گیلفرد، کارولینای شمالی واقع شده‌است. کلیماکس ۲۴۴٫۴۵ متر بالاتر از سطح دریا واقع شده‌است.